# Nord-Süd-Forschungszusammenarbeit

Länder des Globalen Nordens (blau) und des Globalen Südens (rot) auf einer Weltkarte dargestellt.

Nord-Süd-Forschungszusammenarbeit beschreibt die Zusammenarbeit zwischen Forschenden aus Ländern aus dem Globalen Norden und dem Globalen Süden. Durch gleichberechtigte Nord-Süd-Forschungszusammenarbeit werden wirtschaftliche, soziale und kulturelle Grenzen überwunden. Dies ermöglicht es, Fragen in dynamischen und komplexen Kontexten zu untersuchen und auch mit Ungewissheiten umzugehen. Zudem erlaubt diese Forschungszusammenarbeit unterschiedlichen Perspektiven zu berücksichtigen, um Themen zu erforschen, die stark mit Werten aufgeladen oder mit gegensätzlichen Interessen und Machtansprüchen verbunden sind. Damit kann sie neue Erkenntnisse für Entwicklungstheorien und den Wandel hin zu nachhaltiger Entwicklung liefern und helfen, Lösungen für lokale und globale Probleme zu entwickeln.

## Geschichte
Seit Jahrhunderten begeben sich Menschen auf Entdeckungs- und Forschungsreisen. Am Anfang stand die Erschließung neuer Kolonien und die Erweiterung von Handelsbeziehungen im Vordergrund. Mit der Entkolonialisierung kam Mitte des 20. Jahrhunderts die Idee der Entwicklungszusammenarbeit auf. Für den Wissens- und Technologietransfer wurden erste Forschungszentren in Entwicklungsländern errichtet.
Mit neuen Entwicklungstheorien und der aufkommenden Debatte um nachhaltige Entwicklung ab den 1990er-Jahren erweiterte sich der Fokus von wirtschaftlicher Entwicklung auch auf soziale und ökologische Aspekte. Warnungen aus der Forschung trugen maßgeblich zu diesem Paradigmenwechsel bei (vgl. Brundtland-Bericht). Diese Neuausrichtung forderte aber auch in der Forschung neue Herangehensweisen: Um globale Probleme in ihrer Gesamtheit zu verstehen und Lösungen dafür zu entwickeln, braucht es inter- und transdisziplinäre Forschungsansätze und globale Forschungspartnerschaften. Für eine umfassende Auseinandersetzung mit globalen Problemen müssen diese auch aus den Perspektiven von Entwicklungsländern untersucht und verstanden werden. Dafür bedarf es einer Stärkung der Forschungsnetzwerke in Ländern des Globalen Südens und einer gleichberechtigten Zusammenarbeit mit Forschenden aus diesen Ländern. Diese Form der gleichberechtigten Zusammenarbeit wird aktuell auch in Anti- und Dekolonisations-Debatten gefordert. Die Nord-Süd-Forschung nimmt auch eine wichtige Rolle in der Verbindung zwischen Forschung und Entwicklungszusammenarbeit ein.

## Gleichberechtigung in der globalen Forschungszusammenarbeit
Um globale Herausforderungen für die nachhaltige Entwicklung zu verstehen und Lösungen dafür zu entwickeln, braucht es eine gleichberechtigte Zusammenarbeit von Forschenden aus verschiedenen Ländern, Disziplinen und Praxisbereichen in Wirtschaft, Zivilgesellschaft, Verwaltung und Politik. Für eine solche Zusammenarbeit braucht es auch starke Forschungsnetzwerke im Globalen Süden.
Effiziente und resiliente Forschung braucht langjährige, vertrauensvolle und gleichberechtigte Forschungspartnerschaften. Durch solche Partnerschaften kann laufende Forschung während Krisen (bspw. der COVID-19-Pandemie) besser weitergeführt werden und neue Forschung kann auf bestehende Zusammenarbeit aufbauen.
Auch aus ethischer Sicht ist eine gleichberechtigte Zusammenarbeit angezeigt, um Ausbeutung und Ausnutzung von Forschenden in schwächeren Positionen (sog. Ethics Dumping) zu verhindern. So sollten beispielsweise Mitsprache, Risiken während der Forschung, persönliche Vorteile aus der Forschung (bspw. Autorenschaft bei Publikationen, Karriereförderung, Löhne etc.) und der gesellschaftliche Nutzen von Forschung gerecht verteilt werden. Ein wichtiger Aspekt ist das so genannte «Acces and Benefit sharing»: Alle beteiligten Forschenden, Forschungsinstitutionen und Länder sollen Zugriff auf generierten Daten haben und vom gesellschaftlichen Nutzen und finanziellen Gewinn, der sich aus diesen Daten ergibt, profitieren.
Die gleichberechtigte Zusammenarbeit aller Parteien in Forschungspartnerschaften ist herausfordernd und nicht leicht zu erreichen. Um Forschende und Forschungsförderinstitutionen beim Umgang mit diesen Herausforderungen zu unterstützen, hat die Schweizerische Kommission für Forschungspartnerschaften mit Entwicklungsländern (KFPE) 11 Prinzipien definiert. Die Prinzipien dienen als Leitfaden für eine gleichberechtigte Forschungszusammenarbeit und haben internationalen Vorbildcharakter.

## Verhältnis zur Nachhaltigkeitsforschung und Grundlagenforschung
Das Erreichen der Entwicklungsziele der 2030 Agenda erfordert internationale Forschungszusammenarbeit zu nachhaltiger Entwicklung. Dies umfasst insbesondere auch die Nord-Süd-Forschungszusammenarbeit, denn die Nord-Süd-Forschungszusammenarbeit ermöglicht es Herausforderungen für die nachhaltige Entwicklung umfassend und aus verschiedenen Perspektiven zu betrachten und Lösungen zu entwickeln, die unterschiedliche Bedürfnisse und Prioritäten berücksichtigen.
Bei der Nord-Süd-Forschungszusammenarbeit handelt es sich meist um angewandte Forschung, die einen konkreten Beitrag zu nachhaltiger Entwicklung leistet (siehe auch Entwicklungsforschung). Auch Grundlagenforschung kann als Nord-Süd-Forschungszusammenarbeit betrieben werden, wobei die Mehrheit der Grundlagenforschung jedoch im Globalen Norden betrieben wird. Durch fehlende Integration werden Forschungsnetzwerke im Globalen Süden teilweise auch aus der Grundlagenforschung ausgeschlossen.

## Finanzierung
Die Nord-Süd-Forschungszusammenarbeit wird von staatlichen Forschungsfördergeldern, durch private Stiftungen und durch Philanthropinnen und Philanthropen finanziert. Auch privatwirtschaftliche Unternehmen unterstützen diverse Forschungsprojekte und -kooperationen.
Eine Herausforderung für die Nord-Süd-Forschung ist, dass sie sich zwischen Forschung und Entwicklungszusammenarbeit bewegt. Die Anforderungen an Projekte in diesen beiden Bereichen unterscheiden sich teilweise stark. So ist es für die Nord-Süd-Forschung schwierig jeweils beiden Bereichen gerecht zu werden. Dies erschwert die Finanzierung der Nord-Süd-Forschung. Bei der transdisziplinären Nord-Süd Forschung, die verschiedenen Disziplinen und Wissenschaft und Praxis verbindet, wird die Suche nach Fördergelder auch dadurch erschwert, dass sie nicht einer einzelnen Disziplin zugeordnet werden kann. Auch wird teilweise die angewandte Forschung im Globalen Süden gegenüber Grundlagenforschung an renommierten Forschungsinstitutionen im Globalen Norden als qualitativ minderwertiger eingestuft und entsprechende weniger gefördert.
Nord-Süd-Forschung wird meist in Form von Forschungsprojekten gefördert. Kurzfristige Mandate und der Druck schnell und günstig Erkenntnisse zu generieren erschweren den Aufbau von langfristigen gleichberechtigten Forschungspartnerschaften und nachhaltigen Strukturen und Kompetenzen vor Ort. Neben der Projektförderung bräuchte es in der Nord-Süd-Forschung deshalb vermehrt Förderinstrumente, welche darauf ausgerichtet sind, die Zusammenarbeit zwischen Organisationen langfristig zu stärken und vor Ort nachhaltige Strukturen und Kompetenzen aufzubauen.

### Finanzierung in der Schweiz
In der Schweiz sind der Schweizerische Nationalfonds, das Staatssekretariat für Bildung, Forschung und Innovation, die Direktion für Entwicklung und Zusammenarbeit die wichtigsten Geldgeber für Nord-Süd-Forschungszusammenarbeit. Mit der Karte auf Research Earth hat die Kommission für Forschungspartnerschaften eine Übersicht über aktuelle Forschungspartnerschaften erstellt.

## Kritik und Lösungsansätze
Die Nord-Süd-Forschungszusammenarbeit wird von verschiedenen Seiten kritisiert. Dabei werden unterschiedliche Aspekte bemängelt. Nebst den generellen Kritikpunkten an der Entwicklungszusammenarbeit gibt es verschiedene spezifische Aspekte der Nord-Süd-Forschung, die häufig von Kritikerinnen und Kritikern genannt werden. Die wichtigsten Punkte sind hier aufgeführt:
- Die Qualität und Effizienz der Nord-Süd-Forschung entspricht nicht exzellenter Forschung an renommierten Forschungseinrichtungen im Globalen Norden. Nord-Süd-Forschung wird nicht mit der gleichen wissenschaftlichen Sorgfältigkeit und Unabhängigkeit betrieben wie disziplinäre Grundlagenforschung. Sie ist zu stark anwendungsorientiert und sie produziert zu wenig Publikationen in hochstehenden wissenschaftlichen Zeitschriften.[23] Dem wird entgegengehalten, dass sich Nord-Süd-Forschende eher aus dem Elfenbeinturm der Wissenschaft begeben und sich mit tatsächlichen Problemen und Lösungen beschäftigen. Wissenschaftliche Leistung sollte nicht nur am Impact Factor wissenschaftlicher Publikationen gemessen werden, sondern auch am tatsächlichen Nutzen für die Gesellschaft.[24]
- Auf der anderen Seite wird kritisiert, dass Nord-Süd-Forschung zu theoretisch und zu wenig nahe an der Praxis ist. Aus der Sicht von Praxisakteurinnen und -akteuren sind Erkenntnisse aus der Forschung zu theoretisch und können nicht direkt angewendet werden. Dies zeigt das Dilemma der angewandten Nord-Süd-Forschung. Aus der Sicht der Wissenschaft entspricht sie nicht exzellenter Forschung, aus der Sicht der Praxis ist sie zu theoretisch. Dem wird entgegnet, dass angewandte Nord-Süd-Forschung sowohl für die Wissenschaft wie auch für die Praxis Vorteile bringt. Bei gut umgesetzten Projekten profitiert die Praxis von wissenschaftlichen Erkenntnissen und die Forschung wird durch aktuelle Entwicklungsprobleme inspiriert.[8]
- Des Weiteren wird kritisiert, dass traditionelles Wissen und lokale kulturelle Vorstellungen in der westlich geprägten Forschung zu wenig Platz haben.[25][26][27][28] Kritische Stimmen warnen, dass damit wichtiges Wissen ignoriert wird und gleichberechtigte Partnerschaft nicht möglich sind. Es gibt jedoch zunehmend Ansätze in der Forschung, traditionelles Wissen, unterschiedliche Denksysteme, kulturelle Gepflogenheiten und Glaubensvorstellungen einbeziehen.[29] Generell folgen Forschung und Wissenschaft aber westlich geprägten Denkmustern und stellen damit eine weitere Form des Neokolonialismus dar.[30]
- Durch den Begriff Nord-Süd-Forschungszusammenarbeit wird die ideelle Nord-Süd-Dichotomie weiter geschärft. Diese vereinfachte Dichotomie wird kritisiert. Aus einer dekonstruktivistischen Perspektive ist das Bild vom reichen Norden und armen Süden zu ungenau. Unterschiede zwischen Ländern manifestieren sich in graduellen, mehrdimensionalen Verläufen unterschiedlicher Finanzkraft, technologischem Standard und verschiedener Forschungskapazitäten. Entsprechend kann auch für die Forschung nicht von zwei sich gegenüberliegenden Blöcken von Nord- und Südforschenden ausgegangen werden. Auch wenn die Nord-Süd-Unterscheidung ihre Schwächen hat, lassen sich gewisse Unterschiede im Bereich der Forschung nicht von der Hand weisen und sollten auch benannt werden.
- Nord-Süd-Forschungspartnerschaften enthalten oftmals paternalistische Züge. Einerseits besteht die Vorstellung, der Norden sei dem Süden überlegen und Forschende aus dem Norden seien besser als Forschende aus dem Süden. Andererseits erfolgt die Finanzierung der Forschung größtenteils aus dem Norden. Beides untergräbt die Gleichberechtigung in Partnerschaften zwischen Norden und Süden. Eine konsequente Umsetzung des Leitfadens für grenzüberschreitende Forschungspartnerschaften ist ein Ansatz, diese Probleme zu vermindern und anstelle eines einseitigen paternalistischen Wissenstransfers, partnerschaftliche Zusammenarbeit, gegenseitiges Lernen und Wissenszirkulation in den Vordergrund zu rücken.[12][31]
- Aufwändige und risikoreiche Aufgaben der Forschung sind oft ungleich verteilt. Arbeitsintensive und teilweise gefährliche Feldarbeit wird lokalen oder jungen Forschenden übertragen. An prestigeträchtigen Auftritte und Publikationen können diese aber kaum oder nur am Rande teilnehmen. Vereinbarungen über das «Acces und benefit sharing» sowie Maßnahmen gegen das so genannte «Ethics Dumping» wirken dieser Ungleichverteilung entgegen.[11][12][13][14]
- Nord-Süd-Forschung bietet kaum Möglichkeiten für wissenschaftliche Karrieren, da Forschende viel Zeit für den Aufbau von Partnerschaften und den Praxisbezug benötigen. Diese Zeit fehlt dann für karrierenrelevante wissenschaftliche Publikationen in renommierten Fachzeitschriften. Auf der anderen Seite bieten Hybridkarrieren zwischen Wissenschaft und Praxis vielerlei Möglichkeiten für die berufliche Laufbahn.[32] Dennoch sollten in der Wissenschaft nicht nur Publikationen in renommierten Fachzeitschriften als Gradmesser für die Qualität von Forschungsprojekten verwendet werden.[24]

## Förderprogramme in der Schweiz
In der Schweiz gibt und gab es verschiedene Programme zur Förderung der Globalen Forschungszusammenarbeit. Die Kommission für Forschungspartnerschaften mit Entwicklungsländern gibt auf ihrer Webseite eine Übersicht zu den aktuellen Förderinstrumenten der Schweiz.
Die wichtigsten Förderprogramme werden hier aufgeführt:
SPIRIT
Das Swiss Programme for International Research by Scientific Investigation Teams (SPIRIT) fördert grenzüberschreitende und teamorientierte globale Forschung mit Ländern des Globalen Südens und orientiert sich am KFPE-Leitfaden für Grenzüberschreitende Forschungspartnerschaften.
Bilaterale Kooperationsprogramme
Die im Jahr 2008 ins Leben gerufenen bilateralen Kooperationsprogramme der Schweiz zielen darauf ab, die globale Forschungs- und Innovationszusammenarbeit der Schweiz zu vertiefen.
SUDAC (2017–2024)
Das swissuniversities Development and Cooperation Network (SUDAC) unterstützt gezielt die Zusammenarbeit zwischen den verschiedenen Typen der Schweizer Hochschulen und ihren Partnern aus dem Globalen Süden, um Bildung, Forschung und Innovation zu globalen Herausforderungen zu fördern.
TRANSFORM (2020–2030)
Mit dem Forschungsprogramm TRANSFORM fördert die Direktion für Entwicklung und Zusammenarbeit (DEZA) Forschungspartnerschaften zwischen Forschenden der Schweiz, Forschenden des Globalen Südens und Praktikern (NGOs, Ministerien, Stiftungen und Privatsektorpartnern). TRANSFORM finanziert angewandte, inter- und transdisziplinäre Forschung, welche zusammen mit Praktikern geplant und umgesetzt wird, und so einen relevanten Beitrag zur nachhaltigen Entwicklung und Armutsreduktion in Ländern des Globalen Südens leistet.
Solution-oriented Research for Development – SOR4D (2022–2026)
Das SOR4D-Programm ist ein Förderprogramm der DEZA und des SNF für die Entwicklung von lösungsorientierten Ansätzen. Dafür fördert es nicht nur die Zusammenarbeit von Forschenden aus der Schweiz und Entwicklungsländern, sondern schließt auch Akteure aus Praxis und Politik mit ein.
Swiss Programme for Research on Global Issues for Development – R4D (2012–2022)
Die Direktion für Entwicklung und Zusammenarbeit (DEZA) und der Schweizerische Nationalfonds (SNF) finanzierten von 2012 bis 2022 gemeinsam inter- und transdisziplinäre Forschung zu nachhaltiger Entwicklung von Wissenschaftlerinnen und Wissenschaftlern in der Schweiz und in Afrika, Asien und Lateinamerika. Dabei wurden insgesamt 57 Forschungsprojekte von Schweizer Forschenden in Zusammenarbeit mit Forschenden aus Transitions- und Entwicklungsländern gefördert.
Nationale Forschungsschwerpunkt (NFS) Nord-Süd (2001–2013)
Der Nationale Forschungsschwerpunkt war ein schweizerisches interuniversitäres Forschungsprogramm zu Themen der nachhaltigen Entwicklung in der Schweiz und in Transitions- und Entwicklungsländern in Afrika, Asien und Lateinamerika. Das Programm lief von 2001 bis 2013 und wurde vom Schweizerischen Nationalfonds (SNF) und die Direktion für Entwicklung und Zusammenarbeit (DEZA) finanziert. Gefördert wurden interdisziplinäre und transdisziplinäre Forschungsansätze.
Echange Universitaires und Jeunes Chercheurs (2001–2011)
Das Programm Echanges Universitaires förderte von 2001 bis 2011 den Austausch zwischen wissenschaftlichen Institutionen aus der Schweiz und Entwicklungs- und Transitionsländern. Dank dem Programm konnten zahlreiche innovative und auf Gleichberechtigung ausgerichtete Projekte initiiert werden. Das Programm Jeunes Chercheurs finanzierte in derselben Zeit gezielt Feldarbeiten von Doktorandinnen und Doktoranden sowie Post-Docs. So wurden Karrieren von jungen Nord-Süd-Forschenden gefördert.

## Wichtige Institutionen der globalen Forschungszusammenarbeit
Folgende Institutionen sind in der Nord-Süd-Forschungszusammenarbeit aktiv (Auswahl):
- The Word Academy of Sciences (TWAS)[41]
- The African Academy of Sciences (AAS)[42]
- Institute of Development Studies (IDS)[43]
- Council on Health Research for Development (COHRED)[44]
- Global Development Network (GDN)[45]
- INASP[46]
- Institute de Recherche pour le Développement (IRD)[47]
- International Development Research Centre (IDRC)[48]
- International Science Council[49]
- UK Collaborative on Development Research (UKCDR)[50]
- SciDevNet[51]
- European Association of Development Research and Training Institutes (EADI)[52]
- Science Granting Councils Initiative in Sub-Saharan Africa (SGCI)[53]
- Scholars at Risk (SAR)[54]
- AuthorAid[55]
- The Guild – North-South dialogue[56]

### Organisationen in der Schweiz
Folgende Organisationen aus der Schweiz haben ebenfalls Projekte und Programme im Zusammenhang mit der globalen Forschungszusammenarbeit:

#### Übergeordnete Organisationen
- Kommission für Forschungspartnerschaften mit Entwicklungsländern (KFPE)[57]
- Swissuniversities Development and Cooperation Network (SUDAC)[58]
- Swiss Forum for International Agricultural Research (sfiar)[59]
- Schweizerische Gesellschaft für Afrikastudien (SGAS)[60]
- Swiss-African Research Cooperation (SARECO)[61]

#### Forschungsinstitutionen
- Centre for Development and Environment (CDE), Universität Bern
- Geographisches Institut, Universität Zürich
- Internationale Beziehungen, Universität Zürich
- Institute de Géographie, Université de Neuchâtel
- Schweizerisches Tropen- und Public-Health-Institut (SwissTPH)
- Schweizerische Friedensstiftung – swisspeace
- EAWAG – Department Sanitation, Water and Solid Waste for Development (Sandec)
- ETH4D der Eidgenössisch Technische Hochschule Zürich (ETHZ)
- EMPA, Technology and Society Lab
- Hochschule für Agrar-, Forst und Lebensmittelwissenschaft (HAFL), Berner Fachhochschule
- École polytechnique fédérale de Lausanne (EPFL)
- Alliance Sud
- Service de Méd. Internationale et Humanitaire, Hôpitaux universitaires de Genève
- Sustainable Resources Management Group, Fachhochschule Nordwestschweiz (FHNW)
- Institut de Hautes Études Internationales et du Développement (IHEID)
- Institut für Wirtschaftsethik, Universität St. Gallen
- Institut für international Zusammenarbeit in Bildungsfragen (IZB), Pädagogische Hochschule Zug
- Institut für Sozialanthropologie, Universität Bern
- Soziale Arbeit – Hochschule Luzern (HSLU)
- Nachdiplomstudium für Entwicklungsländer (NADEL), Eidgenössisch Technische Hochschule Zürich (ETHZ)
- Forschungsinstitut für biologischen Landbau (FiBL)
- Forschungsanstalt für Wald, Schnee und Landschaft (WSL)
- Institut Suisse de droit comparé
- Swiss Network for International Studies (SNIS)
- New Media in Education Laboratory, Università della Svizzera Italiana (USI)
- Centro competenze cooperazione e sviluppo, Scuola Universitaria Professionale della Svizzera Italiana (SUPSI)
- Pädagogische Hochschule Zürich
- Zentrum für Afrikastudien, Universität Basel

(Quelle:)